# Ібрагім Пада Касай
Ібрагім Пада Касай (25 липня 1952) — нігерійський дипломат. Надзвичайний і Повноважний Посол Нігерії в Україні. Член Асоціації адвокатів Нігерії.

## Біографія
Народився 25 липня 1952 року, Зайді. Закінчив Медичну школу Майдугурі, Університет міста Джос, Університет імені Амброуз Алі, місто Екпома, Юридична академія Нігерії.
У 1979 — медичний працівник в загальному шпиталі міста Джос.
У 1979—1983 рр. — медичний представник компанії MAJOR&CO, LTD., місто Джос.
У 1984—1997 рр. — старший медичний працівник.
У 1997—2003 рр. — керуючий директор, Kasai Investment Ltd.
У 2003—2008 рр. — практикуючий юрист, м. Джос.
У 2008—2012 рp. — Надзвичайний і Повноважний Посол Нігерії в Україні.